# Elbeuf-sur-Andelle
Elbeuf-sur-Andelle is een gemeente in het Franse departement Seine-Maritime (regio Normandië) en telt 284 inwoners (1999). De plaats maakt deel uit van het arrondissement Rouen.

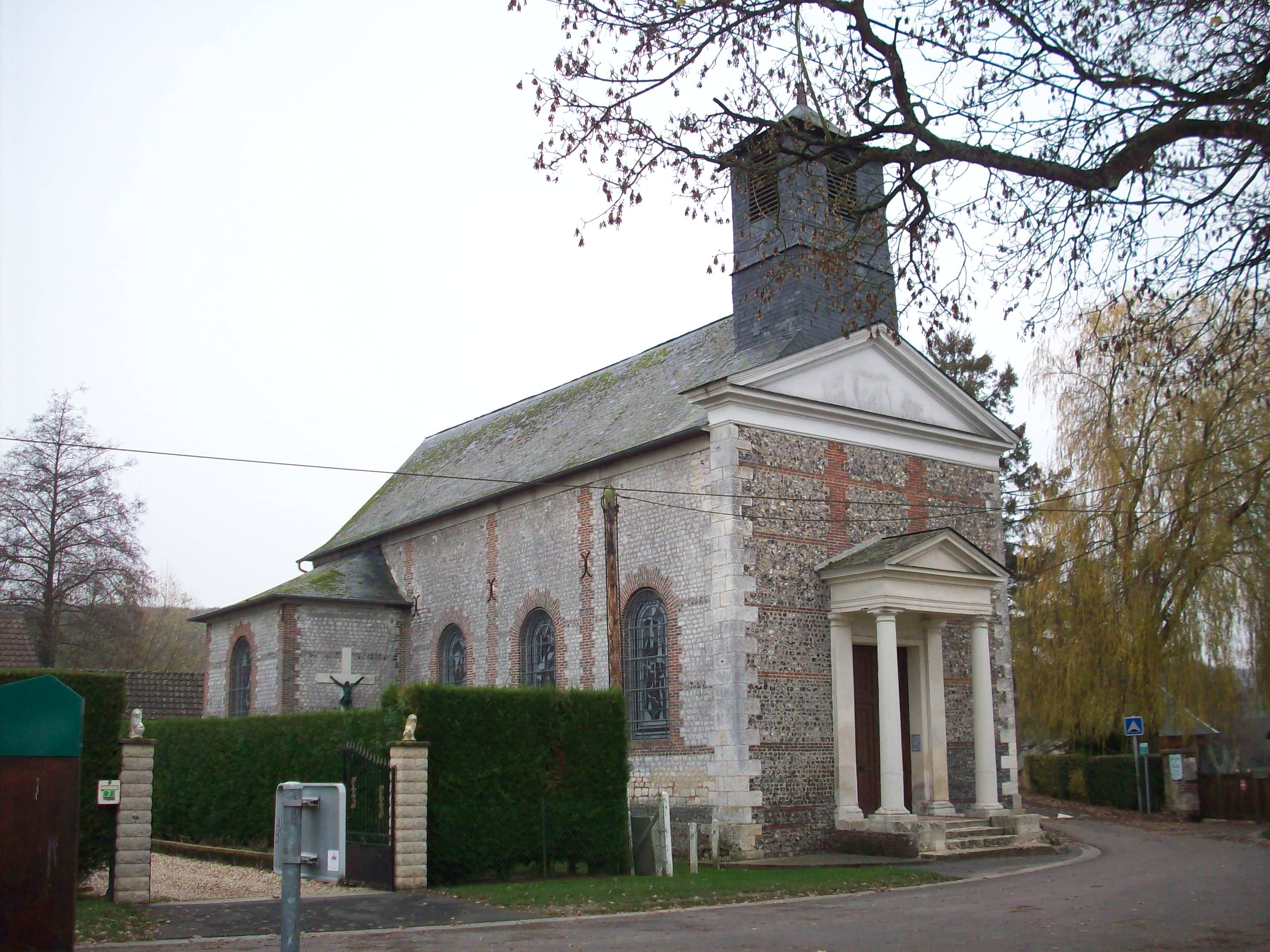
Kerk van Elbeuf-sur-Andelle
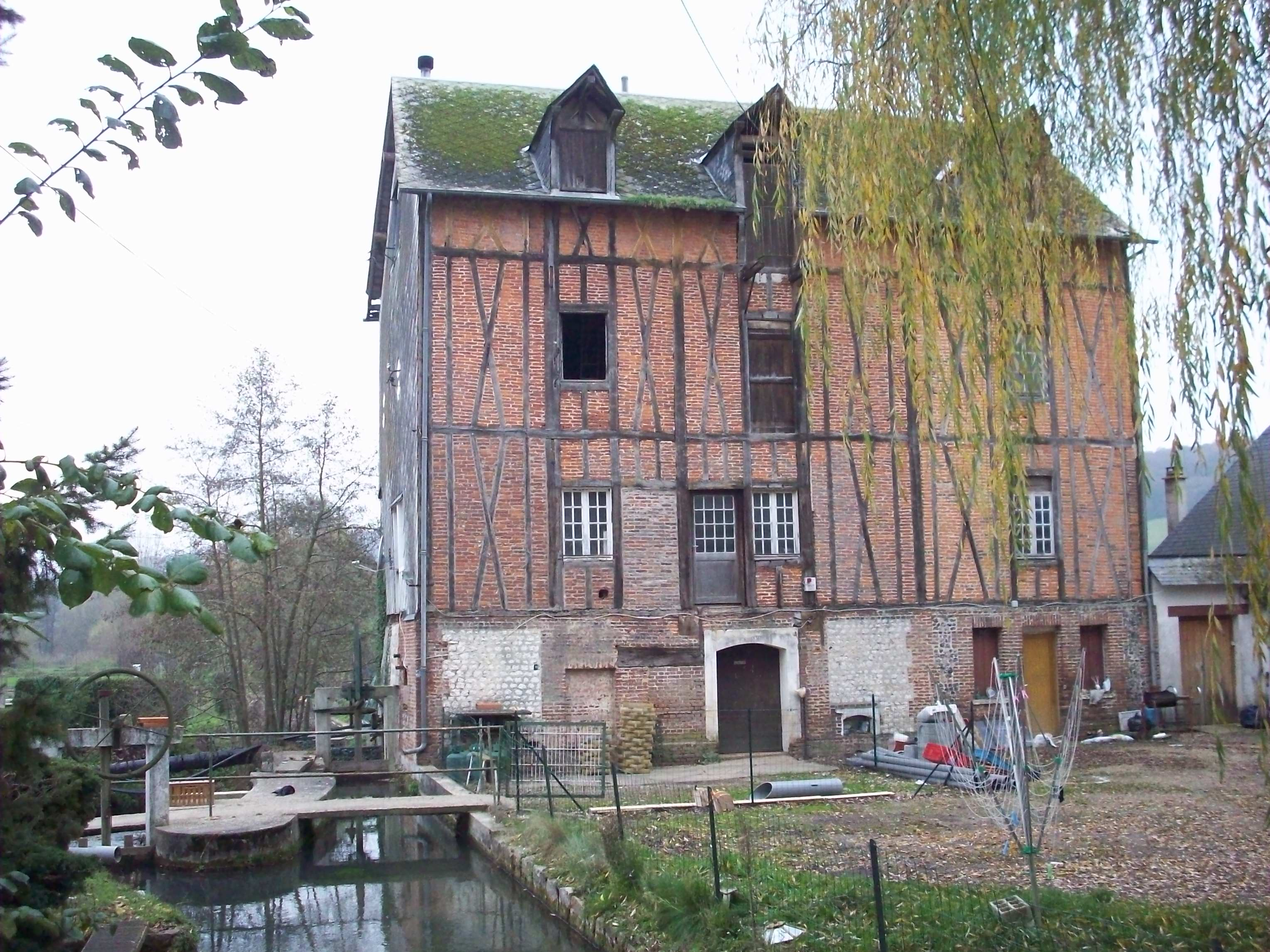
Molen van Elbeuf-sur-Andelle
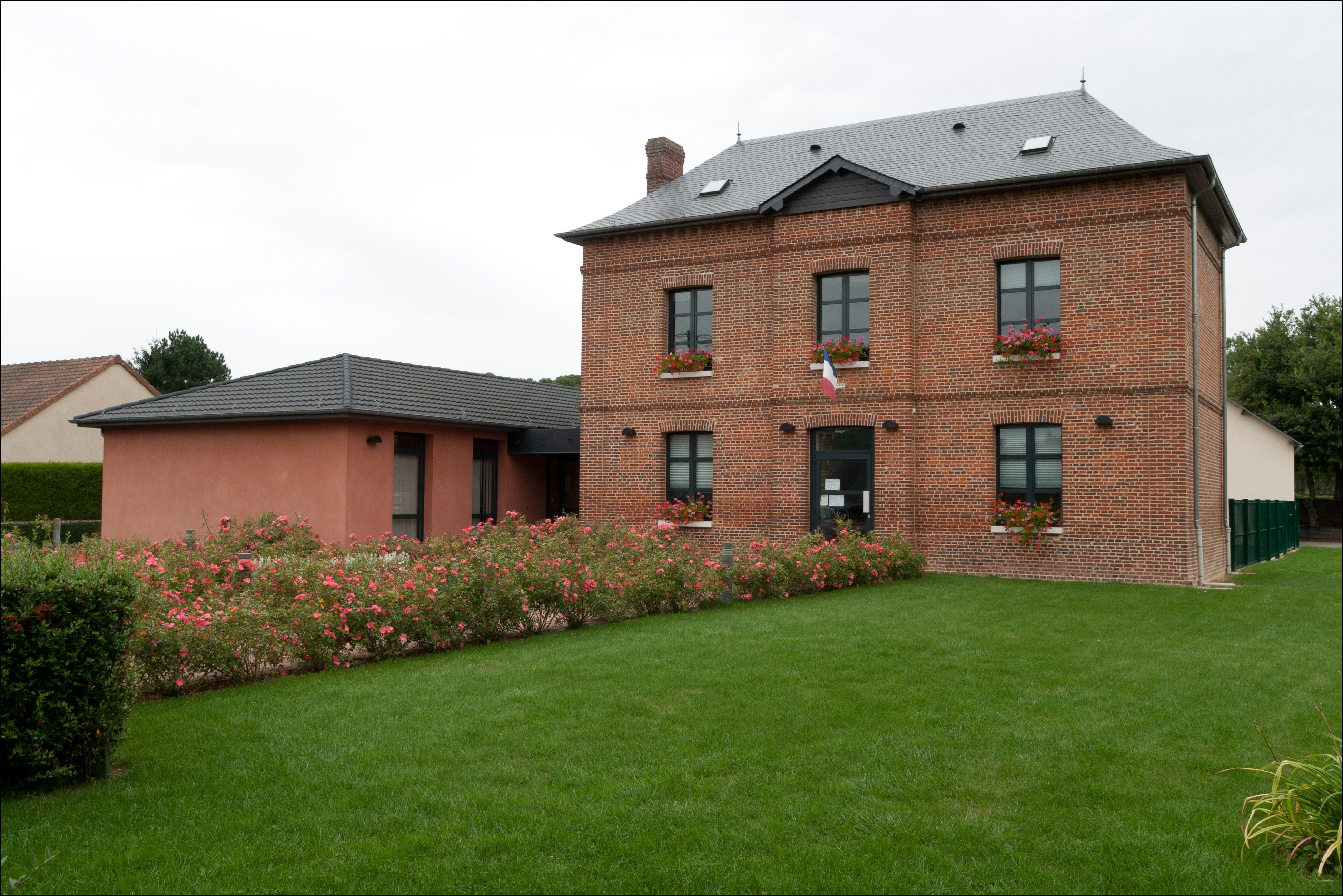
Gemeentehuis

## Geografie
De oppervlakte van Elbeuf-sur-Andelle bedraagt 5,8 km², de bevolkingsdichtheid is 49,0 inwoners per km².
De onderstaande kaart toont de ligging van Elbeuf-sur-Andelle met de belangrijkste infrastructuur en aangrenzende gemeenten.

## Demografie
Onderstaande figuur toont het verloop van het inwonertal (bron: INSEE-tellingen).